# Andreu Vidal Llimona
Andreu Vidal i Llimona (Barcelona, 5 de juny de 1844 - Madrid, 1912) fou un compositor, editor i músic català.

## Biografia
Fill d'Andreu Vidal i Roger (Barcelona ca.1804-1889) i d'Antònia Llimona i Junoy, ambdós naturals de Barcelona. Va estudiar sota la direcció del mestre Joan Sarriols i va perfeccionar els seus coneixements amb Xavier Boisselot. Utilitza el pseudònim A. Roger Junoy per signar traduccions d'òperes i un mètode de solfeig amb la forma A. Roger Junoi on figura com a director de l'editorial amb el seu nom real. A disset anys va guanyar per oposició la plaça de mestre de l'Escola de Sant Gaietà de Barcelona. Després va dedicar-se a la composició. Va cultivar amb especial interès el teatre, escriure nombroses sarsueles, algunes d'elles estrenades amb èxit. Entre les més aplaudides hi ha: La japonesa (1895) i El estudiante endiablado (1895).
Durant onze anys fou director de La España Musical, fundada a Barcelona pel seu pare, l'editor Andreu Vidal Roger. El 1874 establí a Madrid una sucursal de la casa paterna, convertida al pocs temps (1875) en editorial pròpia, i associant-se més tard amb Antonio Boceta, fundant l'empresa Vidal Llimona i Boceta, que va arribar a reunir un arxiu molt important. També fundà i dirigí a Madrid el diari La crònica de la Música. Amb l'editor A. Romero fou comissionat de l'estudi de la llei de Propietat Intel·lectual del 1879.
El Fons Vidal Llimona i Boceta es conserva a la Biblioteca Històrica de la Universitat Complutense de Madrid.